# MTV Ponarth
Der Männer-Turnverein Ponarth war ein Sportverein aus dem Königsberger Stadtteil Ponarth. Die Fußballer aus dem Süden der Pregelstadt spielten zwei Jahre in der Gauliga Ostpreußen, einer der damals höchsten Spielklassen in Deutschland. Zudem verbuchte der MTV eine Teilnahme am Tschammerpokal, dem Vorläufer des heutigen DFB-Pokals.

## Geschichte
Der Verein aus dem Königsberger Vorort Ponarth war ein klassischer Mehrspartenverein, der sich zunächst in den Wettbewerben der Deutschen Turnerschaft maß. Neben Fußball standen vor allem die Ponarther Handballmannschaften in Ansehen. Ferner wurden Turnen, Faust- und Schlagball ausgeübt.
Trotz der Bezeichnung als Männer-Turnverein existierten auch Frauenmannschaften im Handball und Faustball.
Die Fußballer tauchten erstmals 1921/22 in der obersten Spielklasse, der Kreisliga Königsberg, auf. 1922 machte sich die Sportabteilung aus dem MTV als Königsberger STV selbständig, die Fußballabteilung des Königsberger STV übernahm den Startplatz in der obersten Spielklasse.
Erst während des Zweiten Weltkriegs gelang der Mannschaft 1942 der Aufstieg in die erste Liga. Der Gauliga Ostpreußen gehörten die Kicker vom Palve-Platz bis zu deren Einstellung nach Beendigung der Spielzeit 1943/44 an, blieb dort allerdings stets Mittelmaß.
Größter Erfolg war die Teilnahme an der Endrunde im Tschammerpokal 1942. Nach Erfolgen in der regionalen Ausscheidung über den VfB Osterode, der SV Prussia-Samland Königsberg und der Reichsbahn SG Königsberg traten die Ponarther am 19. Juli 1942 in der 1. Hauptrunde auf Reichsebene  beim VfB Königsberg an. Unter Leitung von Schiedsrichter Fritz Bouillon blieben die Vorort-Fußballer gegen die unangefochtene Nummer 1 des Königsberger Fußballs allerdings chancenlos. Bei der 0:6-Niederlage steuerte Ponarth sogar ein Eigentor zum zwischenzeitlichen 0:3 bei.
Im August 1944 kam mit Beginn der alliierten Luftangriffe das Vereinsleben in Königsberg zum Erliegen. Mit der Besetzung Königsbergs im April 1945 durch die Rote Armee und der anschließenden Flucht und Vertreibung der verbliebenen deutschen Bevölkerung hörte der Verein auf zu bestehen.
In der Bundesrepublik Deutschland lebte der Verein in einer Traditionsgemeinschaft fort, die Mitglied in der „Traditionsgemeinschaft der Leichtathleten aus den deutschen Ostgebieten e. V.“ wurde. Der 1938 geborene 100-m-Läufer Erich Maletzki zählte in der Nachkriegszeit zu den besten Sprintern in der Bundesrepublik (1958 lief er 100 m in 10,5 Sekunden). Er trat bei den bis 1971 unter Leitung des DLV veranstalteten Ostpreußenmeisterschaften für den MTV Ponarth an. 

### Spielzeiten
Berücksichtigt sind Spielzeiten in den obersten Spielklassen.
| Liga                 | Saison  | Vereine | Platz | Tore, Punkte | Bemerkung                                       |
| -------------------- | ------- | ------- | ----- | ------------ | ----------------------------------------------- |
| Kreisliga Königsberg | 1921/22 | 07      | 06    | 013:24 6–18  |                                                 |
| Kreisliga Königsberg | 1922/23 | 07      | 06    | 0?:? 9–13    | Abspaltung Königsberger STV                     |
| Gauliga Ostpreußen   | 1942/43 | 07      | 06    | 029:45 9–15  |                                                 |
| Gauliga Ostpreußen   | 1943/44 | 07      | 04    | 043:48 13–11 | Einstellung der Gauliga nach Ende der Spielzeit |